# Dany Dieudonné
Pour les articles homonymes, voir Dieudonné (homonymie).

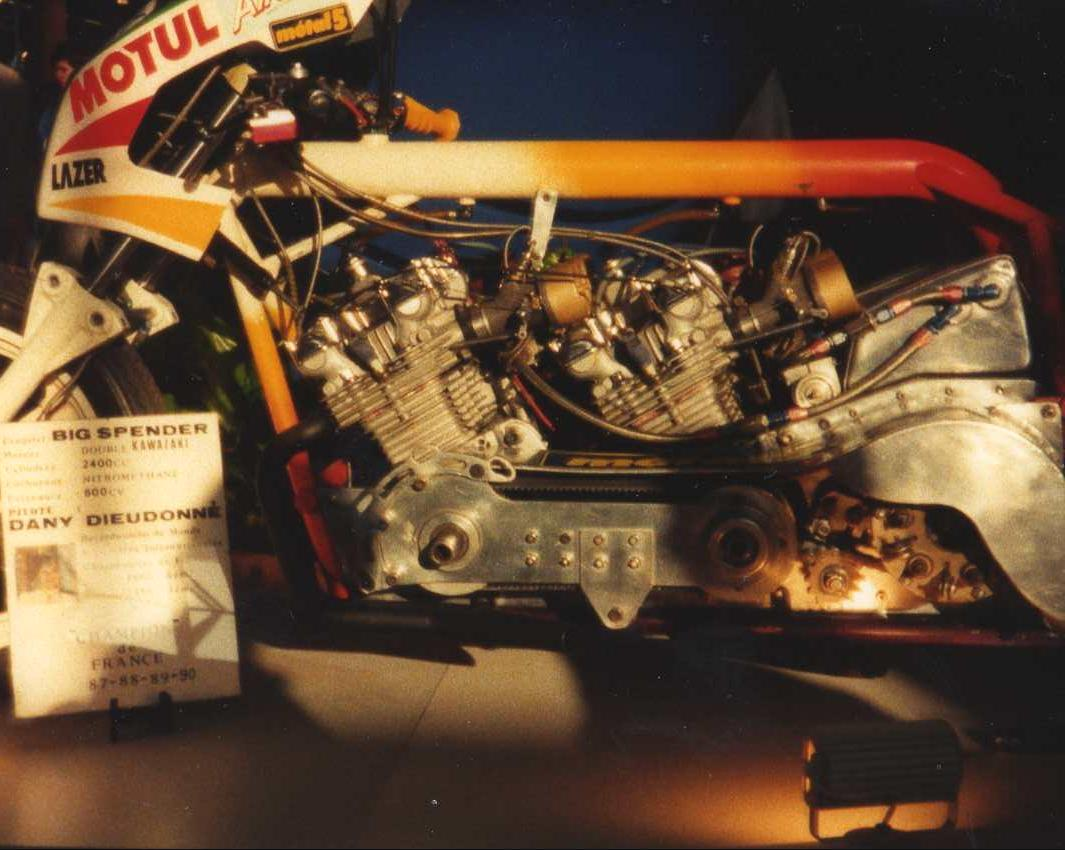
en en (« Grosse dépense »), équipé de deux moteurs de 900 Kawasaki réalésés en 1297 cm3. Dany Dieudonné l'a piloté à partir de 1986.

Dany Dieudonné, née en 1948, est une pilote française de dragster moto.

## Biographie
Dany Dieudonné a remporté sept fois le titre de champion de France de dragster. Notamment, en 2004, elle gagne le championnat après une interruption de compétition de dix ans.
La catégorie Competition Bike (autrefois nommée Top-Fuel), la plus huppée du championnat de France de dragster, se déroule en quatre manches.
Pour ses débuts en compétition, Dany participe à de nombreuses courses sur route ou sur circuit.
Elle court en 1977 au championnat de France de la montagne au guidon d'une Yamaha 250 TR2, puis en 1979 au championnat d'Europe de la montagne (sur Yamaha 373 TZ).
Son mari lui a fabriqué son premier dragster, autour de la moto de route de Dany, une Honda 900 Bol d'Or, alimentée à l'essence. Dany a débuté avec cette machine sur le circuit Bugatti en 1980, lors du Dragster Festival. Ce matériel sera par la suite amélioré par Dany et son mari, Fernand Dieudonné (fonctionnement au nitrométhane, carénage modifié). Dany le pilotera jusqu'en 1982.
Son premier vrai dragster aura une base de Kawasaki. Dany a couru dans ce sport assez violent avec cette machine jusqu'en 1986.
Puis elle pilote un impressionnant dragster de 350 kg, animé par un bimoteur Kawasaki alimenté au nitrométhane développant 600 ch, atteignant près de 300 km/h en 201 mètres de course. Aussi est-elle la femme la plus rapide de l'Hexagone.
Une course de dragster demande beaucoup de concentration.
Dany a fait plusieurs centaines de runs dans sa carrière, en compétition ou à l'occasion de démonstrations. En 1983, au Tourist Trophy, le gouverneur de l'île de Man la récompense pour sa démonstration de dragster.
En complément du dragster, Dany Dieudonné court en endurance avec ses deux fils Marc et Éric.
Dany est grand-mère depuis l'année 2000. Fernand, son mari, est son plus fidèle mécanicien. Toute la famille est passionnée de compétition.

## Anecdote
Son troisième dragster, le bimoteur ayant appartenu à Henk Vinck (l'importateur Kawasaki pour la Hollande à l'époque), a été financé grâce à une tombola organisée par une personne, un peu à son insu.

## Sources
- Moto Magazine, novembre-décembre 1992, p. 42, éd. de la FFMC
- Moto Magazine, décembre 2004-janvier 2005, p. 111, éd. de la FFMC